# Rettungsgerätfunkstelle

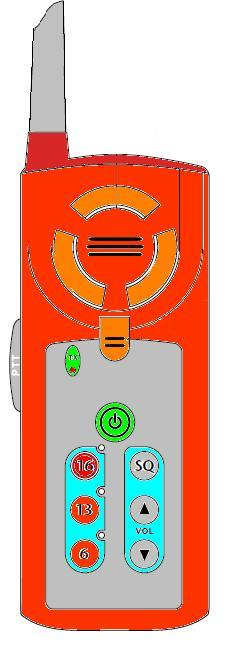
Rettungsgerätfunkstelle VHF

Rettungsgerätfunkstelle (kurz: RetGerFuSt) als Notfunkbake ist – entsprechend der Definition der Vollzugsordnung für den Funkdienst (VO Funk, Artikel 1.65) der Internationalen Fernmeldeunion (ITU) – «eine mobile Funkstelle des mobilen Seefunkdienstes oder des mobilen Flugfunkdienstes, die nur für Rettungszwecke verwendet wird und die sich auf einem Rettungsboot, Rettungsfloß oder irgendeinem anderen Rettungsmittel befindet».

## Weitere Seefunkstellen
Weitere Seefunkstellen kategorisiert das deutsche Handbuch für den Dienst bei Seefunkstellen wie folgt:
- Funkstelle für den Funkverkehr an Bord
- Telegrafie-Seefunkstelle
- Sprech-Seefunkstelle